# Хасанов, Бахадор Абдужаббарович
Бахадор Абдужаббарович Хасанов (род. 26 апреля 1970, Термез) — советский и узбекистанский самбист, чемпион Всесоюзных юношеских игр 1988 года, бронзовый призёр первенства СССР 1989 года среди юниоров, серебряный призёр мемориалов Анатолия Харлампиева 1989 и 1990 годов, бронзовый призёр чемпионата мира 1993 года в Омске, мастер спорта СССР международного класса. Выступал в полутяжёлой весовой категории (до 100 кг). Представлял клуб «Спартак» (Термез). Наставниками Борисенко были Виктор Булатов и Борис Григорьев.